# 9. století
9. století je podle Gregoriánského kalendáře období mezi 1. lednem 801 a 31. prosincem 900 našeho letopočtu. Jedná se o deváté století prvního tisíciletí.
Křesťanská Evropa se v tomto století ocitla pod náporem nájezdů Arabů, Vikingů a Maďarů.

## Významné události

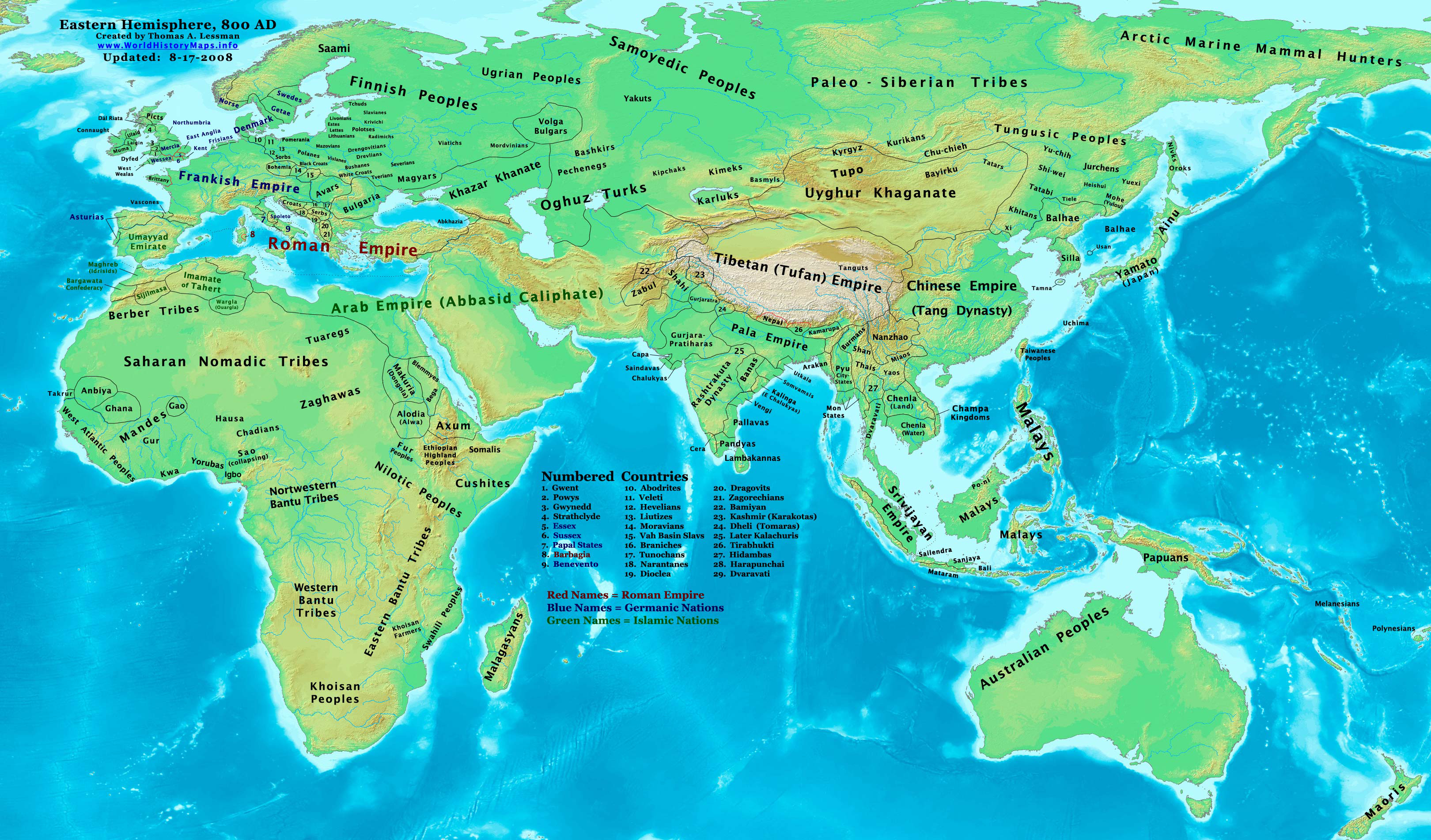
Východní polokoule na počátku 9. století

- 800 byl franský král Karel Veliký korunován římským císařem.
- 26. července 811 porazili Bulhaři Byzantince v bitvě u Plisky. V boji padl také byzantský císař Nikeforos I.
- 822–824 proběhla v Byzantské říši občanská válka. Vládci Michaelovi II. se v ní postavil vzdorocísař Tomáš Slovan.
- cca 830 založil chalífa Hárún ar-Rašíd v Bagdádu knihovnu Bajt al-Hikma.
- 833 byl moravským knížetem Mojmírem vypuzen kníže nitranského knížectví Pribina. Tento rok bývá pokládán za datum ustanovení Velkomoravské říše.
- 843 došlo k uzavření Verdunské smlouvy. Po smrti franského krále a římského císaře Ludvíka I. si v ní jeho tři synové rozdělili Franskou říši. Vznikly tak samostatná Východofranská, Středofranská a Západofranská říše.
- 848–852 byly z popudu papeže Lva IV. vybudovány Leonské hradby okolo Vatikánu.
- 862 založil pololegendární varjag Rurik dynastii Rurikovců.
- 867 byl zavražděn byzantský císař Michael III. Po jeho smrti nastoupil na trůn Basileios I. a Amorejskou dynastii tak na trůně vystřídala dynastie Makedonská.
- 871–899 vládl v anglosaském království Wessex Alfréd Veliký.
- cca 872 se vládcem Čech stal první historický doložený český kníže Bořivoj I.
- 874 založil Nor Ingolfur Arnarson osadu Reykjavík na Islandu.
- 896 se Maďaři vedení Arpádem usadili v Uherské nížině.

## Významné osobnosti

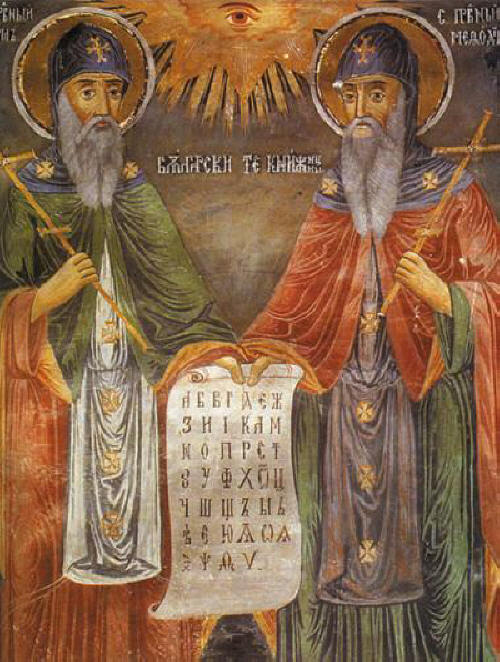
Cyril a Metoděj na nástěnné malbě v Trojanského kláštera

- Ádi Šankara (788–820) – indický filozof
- Al-Džáhiz (776–869) – arabský filozof a spisovatel
- Alfréd Veliký (cca 845 – 899) – král Wessexu
- Arnulf Korutanský (850–899) – východofranský král a římský císař
- Arpád (cca 845 – cca 900) – maďarský náčelník a zakladatel dynastie Arpádovců
- Basileios I. (812–886) – byzantský císař
- Boris I. (?–907) – bulharský kníže
- Cyril a Metoděj – světci a slovanští věrozvěstové
- Harald I. Krásnovlasý (cca 850 – cca 930) – sjednotitel Norska
- Hárún ar-Rašíd (763–809) – bagdádský chalífa
- Karel Veliký (742–814) – franský král a římský císař
- Kliment Ochridský (cca 830 – 916) – biskup, spisovatel a světec
- Krum (?–814) – bulharský chán
- Ludvík I. Pobožný (778–840) – franský král a císař
- Naum (cca 840 – 910) – světec
- Rurik (? – cca 879) – vládce Novgorodu a zakladatel dynastie Rurikovců
- Symeon I. (864/865 – 927) – bulharský kníže a první bulharský car